# جاك تشاندا
جاك تشاندا (بالإنجليزية: Jack Chanda)‏ هو مدرب كرة قدم ولاعب كرة قدم زامبي، ولد في 16 يونيو 1958 في لوانشيا في زامبيا، وتوفي في 20 أبريل 1993 في كابوي في زامبيا. شارك مع منتخب زامبيا لكرة القدم. أما مع النوادي، فقد لعب مع نادي نكانا.

## روابط خارجية
- جاك تشاندا على موقع قاعدة بيانات كرة القدم.إي يو (الإنجليزية)
- جاك تشاندا على موقع ناشيونال فوتبول تيمز (الإنجليزية)